# Johann Arzberger
Johann Arzberger (Arzberg, 10 de abril de 1778 — Viena, 28 de dezembro de 1835) foi um engenheiro austríaco nascido na Alemanha.

## Vida
Johann Arzberger foi diretor de máquinas da metalúrgica do príncipe Salm-Reifferscheidt na Morávia. Foi chamado por Johann Joseph von Prechtl para ser professor de mecânica no Instituto Politécnico de Viena (atual Universidade Técnica de Viena).
Em 1816 Arzberger construiu com Prechtl em Viena a primeira grande instalação de gás de iluminação a carvão, sendo pioneiro na iluminação de cidades. 
Em 1907 no distrito de Viena Hernals foi homenageado com a Arzbergergasse.